# Хасидизм

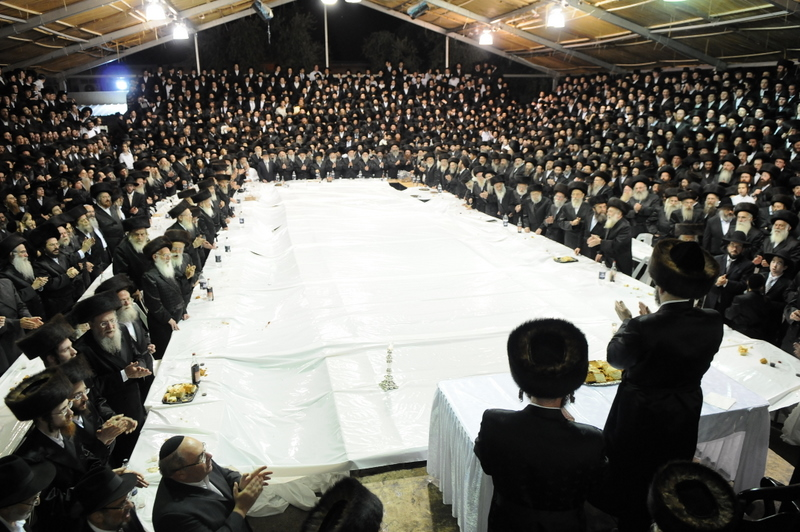
(Бояни) в Єрусалимі на свято Суккот, 2009

Хасиди́зм (від івр. חסידות, хасідут — побожний, благочестивий; прибічник, послідовник) — містичне відгалуження юдаїзму, що виникло на території України в першій половині XVIII століття як опозиція до догматично-обрядового формалізму й рабинської ортодоксії та швидко поширилося Східною Європою. Нині більшість його прибічників проживають у США, Ізраїлі та Великій Британії.
Ізраїль бен Еліезер вважається засновником хасидизму, а його послідовники розвинули та поширили його вчення. Сучасний хасидизм є підгрупою ультраортодоксального юдаїзму та вирізняється своєю консервативністю й соціальною ізоляцією.
Хасидські ідеї значною мірою базуються на Луріанській кабалі та певною мірою є її спрощенням. Вчення наголошує на Господній іманентності у Всесвіті, необхідності вірувати та бути з Ним у всі часи, відданості в релігійній практиці та духовному вимірі тілесності й приземлених дій. Хасиди (хасідім), визнавці хасидизму, об'єднуються в окремі незалежні групи, знані як династії, кожну з яких очолює її спадковий лідер, Ребе. Пошана та підпорядкування Ребе є ключовим принципом, оскільки він вважається духовним авторитетом, з яким послідовник повинен бути пов'язаним, аби наблизитися до Бога. Різні «династії» мають спільні основні переконання, але діють відокремлено та мають унікальні риси та звичаї. Належність до династії часто зберігається в сім'ях протягом кількох поколінь, і буття хасидом є як релігійним аспектом, так і соціологічним, що веде за собою народження в певній спільноті та вірність династії Ребе. Існує кілька династій, що мають тисячі родин серед своїх послідовників, а також десятки менших.
Існує багато течій хасидизму. Окремі з них: Любавичівський (Хабад); Брацлавський хасидизм; Каролінський, Чорнобильський та інші. Назви найчастіше походять від міст, де жили засновники цих течій, цадики.

## Вчення й релігійна структура
Основа вчення хасидизму — луріанська кабала. Перші хасиди користувалися луріанськими молитовниками з доданими каванот (гебр. כונה — намір), регулярно омивалися в мікві (ритуальному місці омовіння) й забивали худобу особливо нагостреним ножем. Хасидизм запозичує ідеї цимцуму божества (скорочення для звільнення місця творінню), двейкуту (екстатичного містичного стану, в якому тіло людини стає престолом Шхіни — божественної присутності).
Хасидизм надає великого значення екстазу й кавана як елементу будь-якого ритуалу. Якщо кабала до хасидизму вбачала в кавана мету заповідей, то хасидизм зробив її обов'язковою умовою. Виконання заповідей не має сенсу без кавана. У молитві й виконанні заповідей існує «великий» і «малий» шлях. «Великий» шлях — екстатичний, у якому людина пристрасно підіймається понад янголів, серафимів і небесних престолів. Хасидська молитва відрізняється від класичної луріанської рухом, ентузіазмом, емоційністю.
Також хасидизм переосмислює поняття двейкут. Для старих містиків це був найвищий особливий стан, якого не кожен і не завжди може досягти. Для нових хасидів двейкут — ідеальний стан, у якому мали би бути всі завжди, якби йому не перешкоджали гріхи й ілюзії. Хасидизм уявляє Бога ніби прихованим за стінами палацу. Але стіни — ілюзорні. Людина, що усвідомила це, може легко досягнути Божественного Престолу.
Старі містики часто практикували аскезу, зосереджувалися на відмові від гріховних бажань. Новий хасидизм поступово відмовляється від аскези. Він має пантеїстичні риси. Бог іманентний усьому, усе у світі містить божественну іскру, іскру якоїсь із сфірот (еманацій), навіть гріх. Аби позбутися гріха, потрібно не триматися якомога далі від нього, а відкрити в ньому заховану божественну іскру.
Релігійний лідер хасидів називається цадик (гебр. צדיק — праведник), або ребе, або АдМоР (אדונינו, מורינו ורבינו, наш пан, наш учитель і наш рабин). Він існує паралельно з рабином і виконує іншу функцію. Рабин — учений, знавець Тори (писемної й усної), Галахи, знає традицію, може відповісти на галахічні питання, виконує роль хазана в синагозі, проводить обряди. Цадик не обов'язково має рабинську освіту, але знається на містичних працях і має містичний досвід. Хасид може звернутися до нього з будь-яким питанням чи проблемою наживо чи записками.

## Передумови появи
Термін хасид із середньовіччя в ашкеназьких громадах означав людину, глибоко занурену в кабалу. Були поодинокі хасиди й хавурот (гебр. групи), які вивчали Тору й кабалу, займалися кабалістичними практиками. Деякі з них практикували крайній аскетизм, деякі зосереджувалися на екстазі, радості й релігійній відданості.
У XVIII столітті в Речі Посполитій була криза рабинських еліт. Головні рабини громад одержували регулярну платню, а також платню за окремі культові послуги (обрізання, бар-міцва, шлюби, розлучення). У результаті посади передавали у спадок, за них змагалися, їх купували.
Інша криза — поширення сабатіанства та франкізму, містичних месіанських рухів, елементами яких було зневаження юдейських святинь, перехід в інші релігії, віра в месіанську еру «в наш час». Отже, старі містики шукали шляхів розвиватися, не пов'язуючись із єресями. Їх або ігнорували, або різко заперечували. Антисабатіанська кабала розвивалася в клойзах (кімнатках при синагогах, де збиралися кабалісти) у закритих спільнотах, на противагу екстремальній популяризації сабатіанства та франкізму.

## Поява й розвиток
Засновником хасидизму вважають Ба'аль-Шем-Това, або БеШТа (Ісра'еля бен Еліезера). За легендою, від одкровення до 36 років він приховував своє покликання, яке відкрив близько 1733 року. Він був ба’аль-шемом, тобто практичним кабалістом і містичним цілителем. Моше Росман порівнює роль бааль-шема з роллю шамана. Ба'аль-Шем-Тов поширював своє вчення серед хасидів старого зразка. Найбільшого впливу він досягнув 1740-1760-х років, коли жив у Меджибожі. Послідовниками БеШТа були освічені люди: рабини, знавці Тори, маґіди, кантори, шойхети (майстри ритуального забою худоби), меламеди (вчителі хейдерів — релігійних шкіл для дітей). Найвідоміші з них — Я'аков Йосеф із Полонного, Меїр Марґоліот із Острога, Менахем Мендл із Бара, Дов Бер із Межиріча, Ар'є Лейб із Полонного. Учення не було призначене для неосвічених людей, хоча сам Ба'аль-Шем-Тов багато спілкувався з ними, особливо як ба'аль-шем, яким він залишався до кінця життя. БеШТ помер 1760-го року, завершивши перший етап розвитку хасидизму.
Масовим рухом хасидизм зробив Дов Бер із Межиріча, названий Маґід, — учень Ба'аль-Шем-Това. Він був лідером одного з осередків і розробив основи хасидського вчення. Лідери інших, як, наприклад, Пінхас Шапіра з Кореца, могли не погоджуватися з його ідеями, але також брали участь у поширенні хасидизму серед не містиків.
Річ Посполита об'єднувала все східноєвропейське єврейство в одній державі. Її поділи зробили садиби цадіків ще важливішими організаційними центрами для хасидів, а державні кордони втратили значення. Отже, хасидизм поширився поза Поділлям і Волинню, де він виник. Проповідники від цадіків сягли Західної Галичини, центральної Польщі, Білорусі й Литви.
За близько 50 років після смерті Ба'аль-Шем-Това хасидизм почав набувати ієрархічної структури. Статус цадика переходив спадково більш чи менш автоматично. Згідно хасидського вчення, корінь душі цадіка з великою ймовірністю перероджується в його нащадка, особливо з тим самим ім'ям, або частина кореня душі переходить від батька до сина. Формувалися династії і створювались садиби цадиків, до яких здійснюють паломництва. Хасиди приєднувалися до цадика в шабат і свята, деякі лишалися жити в садибі й називалися йошвім (геб. יושב — האןרכטא). Лідери поділилися на теоретичних, які переймалися духовними питаннями, та практичних, котрі допомагали вірним із їхніми життєвими проблемами.
Кожен хасид афілійований із певним цадиком, незалежно від місця проживання. Певний територіальний зв'язок зберігається, але він зумовлений лише зручністю й не обов'язковий. Містична афіліація полягає у спільному з цадіком корені душі. Приєднатися до кореня душі можна не лише містичним досвідом, а вірністю та служінням цадіку.  Цим принципом і структурою хасидизм дав можливість звичайним людям без релігійної освіти й містичного досвіду долучитися до тікуну (виправлення світу), а отже став популярнішим. Хасидизм визнавав і розвивав прозелітизм від початку свого існування, але в кінці XVIII століття це почало включати не містиків.

## Опір
Супротивників хасидизму називали міснаґдім (їд. מתנגדים — супротивники). Їхнім лідером був Віленський Ґаон (Еліягу бен Шломо Зальман). Його найближчими послідовниками були Ісра'ель Лейбел із Слуцька й Давід із Макова. Також серйозний опір був у Бродській і Шкловській громадах. 1772 року у Вільні хасидів було відлучено від громади. Міснаґдім трималися традиції клойзів — опору  популяризації кабали. Вони боялися, що хасидизм як популярний рух може стати подібним до сабатіанства.
Опір тривав недовго, але лишив у свідомості східноєвропейських євреїв поділ на ультраортодоксальних літваків (їд. ליטװאַק — литовець) і хасидів. Із початку ХІХ століття ці дві групи мирно співіснували.
У ХІХ столітті хасидизм опинився під загрозою Гаскали — єврейського Просвітництва. Маскіли (просвітники) вважали хасидів відсталими й неосвіченими, їхнє мислення — примітивним, занадто консервативним і занадто релігійним. Хасиди справді трималися традиційності, були проти секуляризації, націоналізму й сіонізму. Протиставляючи себе як ідеологія й соціальний рух іншим ідеологіям і соціальним рухам, хасидизм ставав ортодоксальним.
1789 року австрійська влада визнала окремі міньяни (об'єднання 10 чоловіків для спільної молитви) й релігійну єрархію хасидів. Російська влада зробила це 1804 року Єврейським статутом.

## Хасидська література
Перша хасидська книжка вийшла друком 1780 року. Це була Тольдот Я'аков Йосеф Я'акова Йосефа з Полонного (Корець, 1780). Наступними книжками стали Маґід Деварав лє-Я'аков Дова Бера з Межиріча (Корець, 1781) та Но'ам Елімелех Елімелеха з Ліженська (Львів, 1788). 1814 року вийшли друком Шивхей БеШТ (Прославлення БеШТа) — збірник агіографічних переказів, який багато разів перевидавали як основне джерело біографії Ба'аль-Шем-Това для хасидів.